# 무사 마스크리
무사 마스크리(Moussa Maaskri, 1962년 11월 15일 ~ )는 프랑스의 배우, 텔레비전 배우이다.
마르세유에서 태어났다.

## 영화
- 아슈라 (2018년)
- 택시 5 (2018년) - 로페즈 역
- 오버드라이브 (2017년) - 파나이 역
- 더 클라임 (2016년)
- 보스의 딸 (2016년)
- 프렌치 커넥션: 마약수사 (2014년) - 프랭키 만조니 역
- 올모스트 차밍 (2013년) - 사모스 역
- 블러드 프롬 어 스톤 (2011년)
- 텐 (2010년) - 엘딘 역
- 터키형님 (2010년)
- 레전드 오브 솔저 (2010년)
- 포인트 블랭크 (2010년)
- 22 블렛 (2010년)
- 13구역: 얼티메이텀 (2009년)
- 애니씽 포 허 (2008년) - 마르샬 역
- 투 브라더스 (2004년) - 살라딘 역
- 레퀴엠 (2001년)
- 비독 (2001년)
- 몬디알리토 (2000년)
- La taule (2000)
- 바이바이 (1995년)